# 克拉克半島
66°16′S 110°33′E / 66.267°S 110.550°E
克拉克半島是南極洲的半島，位於威爾克斯地，處於紐科姆灣北部，寬約3公里，該半島根據美國海軍拍攝的空中照片繪入地圖，現時由南極條約體系管理。